# Ettore Federighi
Ettore Federighi (Muzambinho, 24 de agosto de 1909 — São Paulo, 3 de dezembro de 1978) foi um pintor brasileiro.[carece de fontes?]
Filho de Menotti Federighi e Virginia Forsato, viveu por muito tempo em Minas Gerais.
Federighi sempre teve a preocupação de retratar sua cidade no interior de Minas Gerais, onde, ainda quando criança, criou sua primeira obra. Nela foi retratada uma paisagem exuberante, do alpendre de uma casa qualquer, pertencente à sua cidade. Desse modo, o pequeno pintor frequentemente retornava ao local do avistamento para refrescar sua memória e, assim, conseguir finalizar sua primeira arte. Após o término desta, Ettore Federighi se preocupa com a moldura, pintando-a com cordão e pregos, para que fosse passado o efeito pretendido pelo pintor. Efeito esse que consistia na impressão de que a obra estivesse inclinada, para qualquer um que a visse.
Adquirindo gosto pela arte, passa a decorar diversos cômodos e paredes de sua casa, aperfeiçoando suas habilidades conforme o tempo.
Porém, foi apenas após realizar uma pintura retratando o rosto do menino Jesus que recebeu seu primeiro reconhecimento, sendo chamado para trabalhar em um circo, na cidade em que morava. Com o decorrer do tempo foi convidado, por esse mesmo circo, a fazer uma viagem à Europa, mas que recusou por motivos ainda desconhecidos.
Sobre seu estilo, é possível dizer que prezava muito pelas proporções, apreciando técnicas de quadricular o papel e estabelecendo simetrias, como que se estivesse ampliando uma fotografia. Esse conjunto de características foi o que o destacou dos demais artistas, trazendo originalidade e diferença à sua obra. Dentre seus gostos, apreciava retratar prédios, placas, painéis, letreiros, sendo assim convidado para decorar a Igreja de Paraisópolis em Minas Gerais, quando tinha apenas 15 anos de idade.
Dentre suas habilidades não diretamente relacionadas com a pintura, tocava violão, piano, flauta, gaita, clarineta, entre outros, apenas de ouvido. Também era próximo do ofício de plasmar máscaras em barro e gesso, as quais pintava e vendia no carnaval, como forma de expressar seu talento eclético.
Como se não bastasse, ainda lecionou pintura por fiversos anos na capital de São Paulo, onde deixou inúmeros alunos da alta sociedade paulista.